# چهار هنرپیشه زن دان
چهار هنرپیشه زن دان (انگلیسی: Four Dan Actresses؛ در زبان چینی: 四旦 یا 四大名旦 یا 四小名旦 یا 四大花旦 یا 四小花旦) یک عبارت چینی است که دربارهٔ ۴ هنرپیشهٰ زنِ متعلق به دههٔ ۲۰۰۰ میلادی بکار می‌رود که حضورشان در هر فیلمی، تضمین‌کنندهٔ فروش بالای آن در گیشه در سرزمین اصلی چین بود. این چهار هنرپیشه عبارت بودند از: «جانگ زئی»، «ژائو وی»، «ژو ژان» و «شو جینگ‌لِی»
این اصطلاح چینی نخستین بار توسط سردبیران روزنامهٔ «گوانگ‌ژو دِیلی» در ژوئیه ۲۰۰۰ میلادی بکار رفت و سپس رواج گسترده‌ای در چین یافت.
از آن پس، هر چهار سال یکبار، چهار هنرپیشهٔ جدید دان، توسط روزنامه‌های گوناگون اعلام و معرفی می‌شوند.